# د. جي. أندرسون
د. جي. أندرسون (بالإنجليزية: D. G. Anderson)‏ هو سياسي أمريكي، ولد في 10 فبراير 1930 في هونولولو في الولايات المتحدة. حزبياً، نشط في الحزب الجمهوري والحزب الديمقراطي. وقد انتخب عضو مجلس النواب في هاواي.